# Золотой сайт
«Золотой сайт» — всероссийский открытый интернет-конкурс, основанный в 1997—1998 годах при участии IT-корпораций IBS, APC, Intel и Microsoft. Это профессиональная награда в сфере интернет-деятельности, поощряющая лучшие ресурсы компаний, а также ставящая перед собой ряд задач, нацеленных на повышение общего уровня развития Российского Интернета.
Первые лауреаты были определены за 1998 год. В 2007 году проходил одновременно с конкурсом «Золотой WAP», с 2017 года — вместе с «Золотое приложение». Состав номинаций и категорий определяются ежегодно.

## Жюри конкурса
Каждый год Оргкомитет Конкурса Золотой сайт приглашает нового Председателя жюри, который действует на основании специально разработанного регламента и собственного видения достижений российского Интернета. Это позволяет обеспечить преемственность традиций и дает возможность сайтам, не вошедшим в число призёров или победителей текущего конкурса, проявить себя в следующем году.
По Положению Конкурса председатель жюри лично создает жюри, которое определяет лучших участников Конкурса на основе предварительного голосования, а также выносит окончательный вердикт о победителях. Члены жюри осуществляют заключительную оценку представленных на участие работ, ориентируясь на результаты, полученные экспертным советом.
Председатели жюри прошедших конкурсов:
- 1998 — Анатолий Карачинский
- 2000 — Антон Носик
- 2001 — Хачатур Арушанов
- 2002 — Сергей Осипов
- 2003 — Татьяна Желонкина
- 2004 — Артемий Лебедев
- 2006 — Алекс Экслер
- 2007 — Тимофей Бокарев
- 2008 — Дмитрий Харитонов
- 2009 — Александр Малюков
- 2010 — Виктор Гичун

Юбилейный X Конкурс «Золотой сайт» возглавлял Александр Малюков — продюсер, идеолог и основатель влиятельных проектов Рунета. Александр Малюков принял приглашение X Всероссийского Интернет-конкурса «Золотой сайт» выступить в качестве председателя жюри. Александр Малюков начал заниматься интернет-проектами в университете г. Турку (Финляндия) в 1995 году. В 1997 году стал сооснователем Международного союза интернет-деятелей «ЕЖЕ».

## Победители и призёры

### 1998 год
| Компьютерные и Internet-новости | Мир открытых систем (www.osp.ru)                                                      |
| Электронная коммерция           | Кварта Технологии (www.future.quarta.ru)                                              |
| Каталоги и справочники          | Музеи России (www.museum.ru)                                                          |
| Наиболее содержательный         | Библиотека Максима Мошкова (www.lib.ru)                                               |
| Лучшие технологии               | Информационное Агентство Финмаркет (www.finmarket.ru)                                 |
| Специальная номинация           | Эрмитаж С-Петербург (www.hermitage.ru)                                                |
| Лучший Web-дизайн               | Сайт студии web-дизайна РусАрт (Ярославль) (www.rusart.com)                           |
| Лучший Web-дизайнер             | Сергей Павлов, web-дизайнер InterWebService                                           |
| Художественная работа           | сайт Уголок Дурева, Алексей Соловьев (www.solo.design.ru)                             |
| Web — писатель (журналист)      | Писатели технической литературы Александр Фролов и Григорий Фролов (www.frolov.pp.ru) |
| Мультимедиа и видео-сайт        | сайт Roxette — Russian Realm (International Roxette Fanclub) (www.lebedev.ru/roxette) |
| Личный сайт                     | сайт ЛЕГУС, Бабкин Олег Евгеньевич (www.chat.ru/~legus)                               |
| Культура и образование          | сайт Музеи России, ЗАО Интернет (www.museum.ru)                                       |
| Развлечения и путешествия       | Развлекательный сервер Чертовы кулички (www.kulichki.rambler.ru)                      |
|                                 |                                                                                       |

### 2000 год
| Электронная коммерция                      | Интернет-Магазин БОЛЕРО (www.bolero.ru)                                                  |
| Финансовые Интернет-услуги                 | Страхование через Интернет (www.renins.com)                                              |
| Интернет-Банкинг                           | Система On-Line платежей в Интернет (www.cyberplat.com)                                  |
| Коммерческий справочно-информационный сайт | Сайт Агентства экономической информации ПРАЙМ-ТАСС (www.prime-tass.ru)                   |
| Некоммерческий информационный сайт         | КЕМЕТ — Культура и искусство Древнего Египта (www.kemet.ru)                              |
| VIP-сайт                                   | Александра Пахмутова в Интернете (www.anp.lib.ru) Сева Новгородцев On-Line (www.seva.ru) |
| Brand-name                                 | Lipton (www.lipton.ru)                                                                   |
| Анимация и Flash                           | Pepsi (www.pepsi.ru)                                                                     |
| Золотой Сайт                               | Виртуальный компьютерный музей (www.computer-museum.ru)                                  |
|                                            |                                                                                          |

### 2002 год
| Гран-При                                    | Официальная страница группы Мумий Тролль (www.mumiytroll.com) |
| Открытие года                               | История интернета в России (nethistory.ru) |
| Национальное достояние                      | АНДРЕЙ МИРОНОВ. Жизнь и творчество. (www.andrey-mironov.ru) ПЕТЕРБУРГ ПРАВОСЛАВНЫЙ (www.spbreligion.ru) |
| Государство, право, гражданское общество    | Законотворчество (www.legislature.ru) |
| VIP-сайт                                    | Интернет-представительство проекта «Одиночного гребного марафона Федора Конюхова» (www.fedor2002.ru) |
| Брэнд — торговая марка российской компании  | Корпоративный сайт авиакомпании Сибирь (www.s7.ru) |
| Брэнд — торговая марка иностранной компании | Корпоративный сайт Panasonic (www.panasonic.ru) |
| Промосайт события года                      | Фабрика звезд на Первом канале (www.1tv.ru/fabrika) |
| Промосайт товара, услуги                    | SD-card (www.sd-card.ru) |
| Информационные ресурсы, архивы, каталоги    | Travel.ru — сервер о туризме и путешествиях (www.travel.ru) |
| Веб-сервисы                                 | Онлайн-переводчик компании ПРОМТ (www.translate.ru)) |
| Юмор                                        | Хрюндель (www.hrundel.ru) |
| Культура                                    | Неизвестные герои (www.warheroes.ru) |
| Музыка                                      | Официальная страница группы Мумий Тролль (www.mumiytroll.com) |
| Искусство                                   | ДАВНО.РУ — советские плакаты, открытки, архивные фото (www.davno.ru) |
| Дизайн и мультимедиа:                       | Студия Они (www.ony.ru) |
| Органы власти и самоуправления              | Информационный Центр Правительства Москвы (www.mosinform.ru) |
| Игры                                        | JKII: Jedi Outcast — русский сайт (jedioutcast.theforce.ru) |
| Спорт                                       | Спорт-бар 5:0 (www.5-0.ru) |
| Кино и телевидение                          | Официальный сайт Кинокомпании СТВ (www.ctb.ru) |
| Электронная коммерция                       | Система приема платежей Город (www.kvartplata.ru/scdp/page) |
| Интернет-магазин                            | Стилус (www.stylus.ru) |
| Традиционные СМИ — Телевидение и радио      | Сайт телевизионного канала MTV (www.mtv.ru) |
| Традиционные СМИ — Пресса                   | Коммерсантъ. Издательский дом (www.kommersant.ru) |
| Онлайн-СМИ                                  | LENTA.RU (www.lenta.ru) |
| Учебные заведения                           | Лаборатория образовательных технологий (www.trizway.com) |
| Корпоративный сайт                          | Путешествия и туризм: Travel.ru — сервер о туризме и путешествиях (www.travel.ru) Химическая и нефтехимическая промышленность, топливно-энергетический комплекс: Веб-сайт компании «Сибнефть» (www.sibneft.ru) Транспорт, автомобильная отрасль и машиностроение: Авиакомпания Уральские Авиалинии (www.uralairlines.ru) Легкая, пищевая и фармацевтическая промышленность: DIS — официальная униформа молодежи (www.dis.com.ru) Финансы, страхование, банки: Банк Павелецкий (сайт закрылся) Металлургия: Корпоративный сайт ЗАО Сталепромышленная компания (www.spk.ru) Электротехника, электроника и радиоэлектронная промышленность: Корпоративный сайт Panasonic CIS (Oy)(www.panasonic.ru) Компьютеры и сетевые технологии: Genius (www.genius.ru) Полиграфия и издательская деятельность: РОСМЭН (www.rosman.ru) Товары и услуги: Компания Май (www.may.spb.ru) |
|                                             | |

### 2004 год
| Гран-При                                                                       | Довезу!ru (https://www.dovezu.ru)                                                               |
| Номинация "Технологии и бизнес-инновации."                                     | Виртуальная Москва (www.vcpserver.ru)                                                           |
| Номинация "Дизайн"                                                             | Фокусник Борщ (www.borsch.ru)                                                                   |
| Номинация "Флэш-дизайн и анимация."                                            | Проект "Концептуально Отличающаяся Мультипликационная Система" (www.koms.ru)                    |
| Номинация "Масс-медиа"                                                         |                                                                                                 |
| Категория "традиционные печатные СМИ"                                          | Russia's First Independent Newspaper (www.kommersant.com)                                       |
| Категория "он-лайн СМИ"                                                        | Женский журнал "Прелесть" (https://prelest.com)                                                 |
| Категория "кино, видео, телевидение, радио"                                    | Power Хит Радио (www.powerhitradio.ru)                                                          |
| Номинация "Интернет-магазин"                                                   | Снаряжение в экспедицию и сувениры (www.e-xpedition.ru)                                         |
| Номинация "Brand"                                                              | Горвоздух (www.vozduh.ru)                                                                       |
| Номинация "Корпоративный сайт"                                                 |                                                                                                 |
| Категория "финансы, страхование, банки"                                        | Сайт Уралвнешторгбанка (www.uvtb.ru)                                                            |
| Категория "фармацевтическая промышленность и медицина"                         | Клиника лазерной косметологии LinLine (http://www.linline-clinic.ru/)                           |
| Категория "транспорт, автомобильная отрасль"                                   | Тойота Бизнес Кар (http://www.toyotabc.ru)                                                      |
| Категория "металлургия"                                                        | Корпоративный сайт Ревдинского завода ОЦМ (www.rzocm.ru)                                        |
| Категория "электротехника, электроника и радиоэлектронная промышленность"      | Электрокамины Dimplex (http://www.electrokamin.ru)                                              |
| Категория "связь, компьютеры, системная интеграция, информационные технологии" | Синхролайн (www.sl.ru)                                                                          |
| Категория "товары и услуги"                                                    | Кабинет - мебель для офиса (www.kabinet.ru)                                                     |
| Категория "путешествие и туризм"                                               | Wedding Travel - свадебные и романтические путешествия (http://www.wedding-travel.ru)           |
| Категория "строительство, архитектура, недвижимость, мебель"                   | Межкомнатные двери нового поколения CAMFY (www.camfy.com)                                       |
| Категория "государственные, учебные и научные учреждения"                      | Официальный сайт Департамента здравоохранения города Москвы (http://www.mosgorzdrav.ru)         |
| Номинация "Промо"                                                              | Промо-сайт инновационной программы Ideas for Life, продвигающей марку Panasonic (www.sosedi.ru) |
| Номинация "Событие"                                                            | МГУ 250 лет - История Московского Университета (https://www.mmforce.net/msu/story/)             |
| Номинация "Игры"                                                               | Онлайн игра Территория (www.territory.ru)                                                       |
| Номинация "Тематический сайт"                                                  | Информационный бум (https://ezhe.ru/ib/)                                                        |
| Номинация "История, культура"                                                  | Мемориальный комплекс "Хатынь" (https://www.khatyn.by)                                          |
| Номинация "Наука и образование"                                                | Центр дистанционного образования "Эйдос" (https://www.eidos.ru/)                                |
| Номинация "Наука и образование"                                                | Центр дистанционного образования "Эйдос" (https://www.eidos.ru/)                                |
| Номинация "Онлайн-общение"                                                     | Жилсовет (Тысяча Советов о Жилье) (https://www.tsj.ru) Довезу!ru (https://www.dovezu.ru/)       |
| Номинация "Национальное достояние"                                             | Национальный парк "Нарочанский" (www.naroch.com)                                                |
| Номинация "VIP"                                                                | Персональный сайт теле- и радиоведущего Владимира Соловьева (www.vsoloviev.ru)                  |
| Номинация "Информационный портал"                                              | Все развлечения Мурманска (www.murmanout.ru)                                                    |
|                                                                                |                                                                                                 |

### 2007 год
| Гран-При                               | Росэнергоатом (www.rosenergoatom.ru, museum.rosenergoatom.ru, education.rosenergoatom.ru) |
| Гран-При Дизайн                        | Детская Библия (www.children-bible.ru) |
| Классика                               | Русская Википедия (ru.wikipedia.org) |
| Сервисы, технологии и бизнес-инновации | Pepsi-Аватаризация (avatars.pepsi.ru) |
| Дизайн                                 | Газпром-Медиа (www.gazprom-media.com) Невоздух (www.nevozduh.ru) Panasonic Beauty (beauty.panasonic.ru) Мечты Алисы (alisa.mtv.ru) |
| Масс-медиа бизнес                      | Курсор.ру: Интернет-дайджест (www.kursor.ru) «MEGAROOF» — магазин кровли (www.megaroof.ru) BonanzaLand (www.bonanzaland.ru) Viera (www.viera.tv) MTV Russia (mtv.ru) |
| Корпоративный сайт                     | Корпоративный сайт Ревдинского завода по обработке цветных металлов (www.rzocm.ru) Аптечная сеть 36,6 (www.366.ru) Официальный сайт концерна «Росэнергоатом» (www.rosenergoatom.ru) Газпром-Медиа (www.gazprom-media.com) Строительная компания «БЕССЕРБАУ» (besserbau.ru) Средняя общеобразовательная школа № 2013", г. Москва (school-2013.msk.ru) «Кабинет» (www.kabinet.ru) IBC Business Education (www.be.ibc.ru) ВТБ 24: корпоративный сайт банка (www.vtb24.ru) Корпоративный сайт РА «АРТмедиа» (www.ra-artmedia.ru) Кворум (www.kvorum.su) Портал «Про страхование» (www.prostrahovanie.ru) Ты — Суперстар! (www.superstar.su) Автосалон «АвтоХаус» (bmw-avtohaus.ru) |
| Событие                                | Кубок РЖД (www.railwayscup.ru) |
| Промо сайт                             | Промо-сайт автомобиля FIAT Panda (www.fiatpanda.ru) |
| Тематический сайт                      | Сайт Марии Шараповой (www.sharapova.ru) НАШЕ.ру (www.nashe.ru) Все школы Москвы (www.all-school.ru) Виртуальный музей атомной энергетики (в двух категориях, museum.rosenergoatom.ru/index.wbp) Сказочный лес (forest.onego.ru) АМБА — новый альбом группы Мумий Тролль, промо-сайт (www.amba.com.mt) «Виртуальная галерея» (www.virtualgallery.ru) Контрацепция.ру (www.love4life.ru) |
| Онлайн-общение, социальные сети        | Довезу!ru (www.dovezu.ru) |
| Социальные и благотворительные проекты | Никелька (www.nickelca.ru) Сайт-мемориал www.nord-ost.org |
| Информационный портал                  | Материнство.ру: беременность, роды, питание, воспитание (www.materinstvo.ru) |
| Политика, религия и власть             | Избирательный портал «Избираем.ру» (izbiraem.ru) |
| Предвыборный сайт                      | Официальный сайт Политической партии «Справедливая Россия: Родина/Пенсионеры/Жизнь» (www.spravedlivo.ru) |
| VIP-сайт                               | Официальный сайт телепередачи «Городок» (www.gorodok.tv) |
|                                        | |

### 2010 год
| События, конкурсы, социальные сети, общение                                  | ОДНОКЛАССНИКИ (m.odnoklassniki.ru)                                                                                          |
| Торговая марка зарубежной компании                                           | ЮниКредит Банк (unicreditbank.ru)                                                                                           |
| Газеты и журналы, выходящие в печатном виде                                  | Аргументы и факты online (www.aif.ru)                                                                                       |
| Телевидение, кино и радио                                                    | вЭфире.ru — Ваш пульт от онлайн тв и онлайн радио! (www.vefire.ru)                                                          |
| Развлекательные порталы и сайты                                              | Игровой портал Nevosoft.ru (www.nevosoft.ru)                                                                                |
| VIP-сайт политика или общественного деятеля                                  | Сайт Алексея Навального (navalny.ru)                                                                                        |
| Промо-сайт. (Партнёр номинации — Atilekt.CMS)                                | Shina.me Архивная копия от 18 января 2022 на Wayback Machine — Сайт шиномонтажа г. Казани (www.shina.me)                    |
| Инновации, сервисы и технологии                                              | портал Mail.Ru (www.mail.ru)                                                                                                |
| Банки и финансы                                                              | Московский банк реконструкции и развития (МБРР) (www.mbrr.ru)                                                               |
| Топливно-энергетический комплекс, химическая, нефтехимическая промышленность | Роснефть — друзьям только лучшее                                                                                            |
| Строительство, архитектура, недвижимость                                     | Группа компаний «Фундамент» (www.remont-f.ru)                                                                               |
| Предприятия и продукция Агропрома                                            | Беллакт (www.bellakt.com)                                                                                                   |
| Интернет-магазины                                                            | Интернет-магазин Smarton (www.smarton.ru)                                                                                   |
| Спорт                                                                        | Футбольный клуб «Зенит» (www.fc-zenit.ru)                                                                                   |
| Предприятия и продукция машиностроения                                       | Корпоративный сайт ОАО «Белорусский автомобильный завод» (www.belaz.by Архивная копия от 19 января 2022 на Wayback Machine) |
| Города                                                                       | Официальный сайт Администрации Кыштымского городского округа (www.adminkgo.ru)                                              |
| Высшее образование                                                           | Сибирский федеральный университет (www.adminkgo.ru)                                                                         |
| Политика и власть                                                            | Официальный сайт администрации города Урай Ханты-Мансийский автономный округ — Югра (www.uray.ru)                           |
| Общество                                                                     | Российское агентство правовой и судебной информации (РАПСИ) (www.infosud.ru)                                                |
| Министерства и ведомства                                                     | Воронежский институт МВД России (www.vimvd.ru Архивная копия от 19 января 2022 на Wayback Machine)                          |
| Госучреждения                                                                | Управление Алтайского края по культуре и архивному делу (www.culture22.ru)                                                  |
| Здравоохранение                                                              | ГМУ РККВД (www.tatkvd.ru)                                                                                                   |
| Наука                                                                        | Сетевой портал журнала «ПОЛИС» (www.polisportal.ru)                                                                         |
| Религия, теология, явления                                                   | Православное Молодежное Движение в Самарской Епархии РПЦ (www.pmdsamara.ru)                                                 |
| Национальное достояние, социально-значимые и мега-проекты                    | Mail.Ru Group (www.corp.mail.ru)                                                                                            |
| Соотечественники за рубежом                                                  | Рувек — информационный портал (www.ruvek.ru)                                                                                |
| Благотворительные проекты                                                    | «Родные люди» — журнал о приёмных детях и их родителях (www.mydears.ru)                                                     |
|                                                                              | |